# پولک‌درخت
پولک‌درخت (نام علمی: Lepidodendron) نام یک سرده از راسته پولک‌درخت‌سانان است.